# 79
79 (LXXIX) var ett normalår som började en fredag i den julianska kalendern.

## Händelser

### Juni
- 23 juni – Titus efterträder sin far Vespasianus som romersk kejsare.

### Augusti
- 24 augusti – Vulkanen Vesuvius får ett utbrott, varvid Pompeji och Herculaneum med flera orter begravs under askan [1].

### Okänt datum
- Sedan Linus har avlidit väljs Anacletus I till påve (detta år eller 76).
- Titus låter förstöra Jerusalems tempel.
- Gnaeus Julius Agricola tränger in i nuvarande Skottland men motstås av kaledonierna.
- För att tillmötesgå den romerska senaten förvisar Titus sin judiska älskarinna Bernice
- I Kina kanoniseras verk och texter av Konfucius och hans skola.

## Avlidna
- 23 juni – Vespasianus, romersk kejsare sedan 69
- 24 augusti
  - Plinius den äldre, romersk författare (dödad av Vesuvius utbrott).
  - Caesius Bassus, romersk poet (dödad av Vesuvius utbrott).
- Linus, påve sedan 64 eller 67 (död detta år eller 76).
- Ma (Han Ming), kinesisk kejsarinna.

### Fotnoter
1. ↑  Det hände i dag - 24 augusti